# Scotby
Scotby är en ort i Storbritannien.   Den ligger i grevskapet Cumbria och riksdelen England, i den centrala delen av landet, 400 km nordväst om huvudstaden London. Scotby ligger 30 meter över havet och antalet invånare är 1 575.
Terrängen runt Scotby är platt. Runt Scotby är det ganska tätbefolkat, med 93 invånare per kvadratkilometer. Närmaste större samhälle är Carlisle, 4,1 km väster om Scotby. Trakten runt Scotby består i huvudsak av gräsmarker.